# Per Silfversparre
Per Silfversparre, född 1679, död 1 mars 1750 på Näshult i Näshults socken, var en svensk militär.
Silfversparre blev student vid Uppsala universitet 1692, volontär vid Buddenbrocks svenska regemente i Nederländerna 1694, pikenerare vid Livgardet 1696 och fänrik vid guvernörsregementet i Riga 1697 samt löjtnant där 1700. Han blev livdrabant 1701, major vid Södermanlands regemente 1708 och tillfångatagen vid Czernowitz 1709. Silfversparre rymde 1720 och erhöll efter återkomsten till Sverige överstelöjtnants karaktär, överstes karaktär 1721 och överstelöjtnants indelning vid Västmanlands regemente 1723. Han erhöll 1728 överstelöjtnants indelning vid Östgöta infanteriregemente samt var överste och chef för Jönköpings regemente 1739–1747. Silfversparre fick generalmajors avsked 1747. Han blev 1748 riddare av Svärdsorden.
Per Silfversparre var son till överstelöjtnant Carl Silfversparre och Catharina Maria Utter samt dotterson till Johan Persson Utter. Han var bror till Johan Carl Silfversparre.